# Ozana indica
Ozana indica är en fjärilsart som beskrevs av W. Warren 1913. Ozana indica ingår i släktet Ozana och familjen nattflyn. Inga underarter finns listade i Catalogue of Life.